# Historique du parcours européen du Sporting Neerpelt-Lommel
et article présente les différentes campagnes européennes réalisées par le Sporting Neerpelt-Lommel depuis sa fondation en 1969.

## Section homme

### Coupe d'Europe

#### 1978-1979
Ligue des champions :
|   | Tour                       | Club            | Aller | Total | Retour | Club                     |   |
| - | -------------------------- | --------------- | ----- | ----- | ------ | ------------------------ | - |
| 1 | Premier tour préliminaire  | Hermes Den Haag | 18-16 | 36-42 | 18-26  | Sporting Neerpelt-Lommel | 2 |
| 3 | Deuxième tour préliminaire | VSZ Kosice      | 25-22 | 54-43 | 18-21  | Sporting Neerpelt-Lommel | 4 |

#### 1980-1981
Ligue des champions :
|   | Tour                       | Club         | Aller | Total | Retour | Club                     |   |
| - | -------------------------- | ------------ | ----- | ----- | ------ | ------------------------ | - |
| 5 | Premier tour préliminaire  | HB Dudelange | 26-24 | ?-?   | ?-?    | Sporting Neerpelt-Lommel | 6 |
| 7 | Deuxième tour préliminaire | Dukla Prague | 29-16 | 49-30 | 20-14  | Sporting Neerpelt-Lommel | 8 |

#### 1981-1982
Ligue des champions :
|    | Tour                       | Club                  | Aller | Total | Retour | Club                     |    |
| -- | -------------------------- | --------------------- | ----- | ----- | ------ | ------------------------ | -- |
| 9  | Premier tour préliminaire  | NCR Blau-Wit Neerbeek | 19-21 | 33-36 | 14-15  | Sporting Neerpelt-Lommel | 10 |
| 11 | Deuxième tour préliminaire | Helsingor IF          | 26-16 | 45-37 | 19-21  | Sporting Neerpelt-Lommel | 12 |

#### 1982-1983
Ligue des champions :
|    | Tour                      | Club                     | Aller | Total | Retour | Club               |    |
| -- | ------------------------- | ------------------------ | ----- | ----- | ------ | ------------------ | -- |
| 13 | Premier tour préliminaire | Sporting Neerpelt-Lommel | 20-16 | 32-37 | 12-21  | V&L Handbal Geleen | 14 |

#### 1983-1984
Ligue des champions :
|    | Tour                       | Club                     | Aller | Total | Retour | Club                     |    |
| -- | -------------------------- | ------------------------ | ----- | ----- | ------ | ------------------------ | -- |
| 15 | Premier tour préliminaire  | US Ivry                  | 19-23 | 35-40 | 16-17  | Sporting Neerpelt-Lommel | 16 |
| 17 | Deuxième tour préliminaire | Sporting Neerpelt-Lommel | 20-15 | 31-37 | 11-22  | Kolbotn IL Oslo          | 18 |

#### 1985-1986
Coupe EHF :
|    | Tour                       | Club                     | Aller | Total | Retour | Club               |    |
| -- | -------------------------- | ------------------------ | ----- | ----- | ------ | ------------------ | -- |
| 19 | Deuxième tour préliminaire | Sporting Neerpelt-Lommel | 24-24 | 41-45 | 17-21  | Proleter Zrenjanin | 20 |

#### 1986-1987
Coupe EHF :
|    | Tour                      | Club      | Aller | Total | Retour | Club                     |    |
| -- | ------------------------- | --------- | ----- | ----- | ------ | ------------------------ | -- |
| 21 | Premier tour préliminaire | BSV Berna | 21-15 | ?-?   | ?-?    | Sporting Neerpelt-Lommel | 21 |

#### 1987-1988
Ligue des champions :
|    | Tour                       | Club         | Aller | Total | Retour | Club                     |    |
| -- | -------------------------- | ------------ | ----- | ----- | ------ | ------------------------ | -- |
| 22 | Premier tour préliminaire  | HV Sittardia | 19-20 | 29-38 | 10-18  | Sporting Neerpelt-Lommel | 23 |
| 24 | Deuxième tour préliminaire | CD Bidasoa   | 15-14 | 33-31 | 18-17  | Sporting Neerpelt-Lommel | 25 |

#### 1988-1989
Ligue des champions :
|    | Tour                      | Club                | Aller | Total | Retour | Club                     |    |
| -- | ------------------------- | ------------------- | ----- | ----- | ------ | ------------------------ | -- |
| 26 | Premier tour préliminaire | ZMC Amicitia Zürich | 25-19 | 44-39 | 19-20  | Sporting Neerpelt-Lommel | 27 |

#### 1989-1990
Ligue des champions :
|    | Tour                      | Club                     | Aller | Total | Retour | Club               |    |
| -- | ------------------------- | ------------------------ | ----- | ----- | ------ | ------------------ | -- |
| 28 | Premier tour préliminaire | Sporting Neerpelt-Lommel | 22-17 | 37-38 | 15-21  | UHK Volksbank Wien | 29 |

#### 1990-1991
Ligue des champions :
|    | Tour                      | Club                     | Aller | Total | Retour | Club         |    |
| -- | ------------------------- | ------------------------ | ----- | ----- | ------ | ------------ | -- |
| 30 | Premier tour préliminaire | Sporting Neerpelt-Lommel | 21-24 | 38-45 | 17-21  | HV Sittardia | 31 |

#### 1993-1994
Coupe EHF :
|    | Tour                      | Club                     | Aller | Total | Retour | Club     |    |
| -- | ------------------------- | ------------------------ | ----- | ----- | ------ | -------- | -- |
| 32 | Premier tour préliminaire | Sporting Neerpelt-Lommel | 17-22 | 35-35 | 18-13  | HC Sisak | 33 |

#### 1994-1995
Coupe des vainqueurs de coupe :
|    | Tour               | Club                     | Aller | Total | Retour | Club         |    |
| -- | ------------------ | ------------------------ | ----- | ----- | ------ | ------------ | -- |
| 34 | Seizième de finale | Sporting Neerpelt-Lommel | 19-26 | 27-52 | 8-26   | FC Barcelone | 35 |

#### 1997-1998
Coupe des vainqueurs de coupe :
|    | Tour               | Club                     | Aller | Total | Retour | Club                     |    |
| -- | ------------------ | ------------------------ | ----- | ----- | ------ | ------------------------ | -- |
| 36 | Seizième de finale | Sporting Neerpelt-Lommel | 25-35 | 47-65 | 22-30  | TSV St. Otmar St. Gallen | 37 |

#### 1998-1999
Coupe EHF :
|    | Tour                       | Club                     | Aller | Total | Retour | Club           |    |
| -- | -------------------------- | ------------------------ | ----- | ----- | ------ | -------------- | -- |
| 38 | Premier tour préliminaire  | Sporting Neerpelt-Lommel | 30-19 | 57-48 | 27-29  | Arkatron Minsk | 39 |
| 40 | Deuxième tour préliminaire | Sporting Neerpelt-Lommel | 23-28 | 48-51 | 24-23  | Team Esbjerg   | 41 |

#### 1999-2000
Coupe EHF :
|    | Tour               | Club                  | Aller | Total | Retour | Club                     |    |
| -- | ------------------ | --------------------- | ----- | ----- | ------ | ------------------------ | -- |
| 42 | Seizième de finale | Diyarbakir Polis Gücü | 27-26 | 52-47 | 25-22  | Sporting Neerpelt-Lommel | 43 |

#### 2001-2002
Coupe des vainqueurs de coupe :
|    | Tour                        | Club                     | Aller | Total | Retour | Club                        |    |
| -- | --------------------------- | ------------------------ | ----- | ----- | ------ | --------------------------- | -- |
| 44 | Troisième tour préliminaire | Sporting Neerpelt-Lommel | 21-25 | 40-48 | 19-23  | RK Tutunski Kombinat Prilep | 45 |

#### 2002-2003
Coupe des vainqueurs de coupe :
|    | Tour                        | Club                     | Aller | Total | Retour | Club            |    |
| -- | --------------------------- | ------------------------ | ----- | ----- | ------ | --------------- | -- |
| 46 | Troisième tour préliminaire | Sporting Neerpelt-Lommel | 28-33 | 51-68 | 23-35  | Redbergslids IK | 47 |

#### 2004-2005
Ligue des champions :
|    | Tour                      | Club                     | Aller | Total | Retour | Club                 |    |
| -- | ------------------------- | ------------------------ | ----- | ----- | ------ | -------------------- | -- |
| 48 | Premier tour préliminaire | Sporting Neerpelt-Lommel | 30-42 | 55-70 | 25-28  | Haukar Hafnarfjörður | 49 |

Coupe EHF :
|    | Tour                        | Club                     | Aller | Total | Retour | Club                  |    |
| -- | --------------------------- | ------------------------ | ----- | ----- | ------ | --------------------- | -- |
| 50 | Troisième tour préliminaire | Sporting Neerpelt-Lommel | 42-33 | 80-49 | 38-26  | C.S. Baracuda Handbal | 51 |
| 52 | Deuxième tour préliminaire  | Sporting Neerpelt-Lommel | 10-00 | 23-33 | 13-33  | Śląsk Wrocław         | 53 |

### Benelux liga

#### 2008
|   | Tour              | Club             | Aller | Total | Retour | Club                     |   |
| - | ----------------- | ---------------- | ----- | ----- | ------ | ------------------------ | - |
| 1 | Tour préliminaire | Eurotech Bevo HC | 34-29 | 67-54 | 33-25  | Sporting Neerpelt-Lommel | 2 |

#### 2008-2009
Cette édition est inconnue, si vous les connaissez, n’hésitez pas à créer un tableau, merci d'avance!

#### 2011-2012
| Tour                   | Club                     | Aller | Total | Retour | Club                     |
| ---------------------- | ------------------------ | ----- | ----- | ------ | ------------------------ |
| Phase de pool Groupe B | HB Dudelange             |       | 33-23 |        | Sporting Neerpelt-Lommel |
| Phase de pool Groupe B | HBC Bascharage           |       | 35-30 |        | Sporting Neerpelt-Lommel |
| Phase de pool Groupe B | Sporting Neerpelt-Lommel |       | 25-30 |        | HV KRAS/Volendam         |
| Phase de pool Groupe B | Sporting Neerpelt-Lommel |       | 25-34 |        | HV Fiqas Aalsmeer        |

#### 2013-2014
| Tour                   | Club                     | Aller | Total | Retour | Club                     |
| ---------------------- | ------------------------ | ----- | ----- | ------ | ------------------------ |
| Phase de pool Groupe B | HV KRAS/Volendam         | 26-21 |       |        | Sporting Neerpelt-Lommel |
| Phase de pool Groupe B | HV Fiqas Aalsmeer        | 34-27 |       |        | Sporting Neerpelt-Lommel |
| Phase de pool Groupe B | Sporting Neerpelt-Lommel | 34-27 |       |        | Handball Käerjeng        |
| Phase de pool Groupe B | Sporting Neerpelt-Lommel | 35-30 |       |        | Red Boys Differdange     |

### Bilan
| Coupe                                  | Matchs Joués | Victoires | Nuls | Défaites | Buts marqués | Buts encaissés |
| Ligue des Champions                    | 30           | 14        | 0    | 16       | 529+?        | 585+?          |
| Coupe EHF                              | 16           | 5         | 1    | 8        | 346+?        | 334+?          |
| Coupe des vainqueurs de coupe de l'EHF | 8            | 0         | 0    | 8        | 165          | 233            |
| Coupe Challenge                        | 0            | 0         | 0    | 0        | 00           | 00             |
| Supercoupe de l'EHF                    | 0            | 0         | 0    | 0        | 0            | 0              |
| TOTAL                                  | 54           | 19        | 1    | 32       | 1040         | 1152           |

### Adversaires européens
| - UHK Volksbank Wien - Arkatron Minsk - HC Sisak - Helsingor IF - Team Esbjerg - CD Bidasoa - FC Barcelone - US Ivry - Haukar Hafnarfjörður - HB Dudelange - Kolbotn IL Oslo - RK Tutunski Kombinat Prilep - C.S. Baracuda Handbal |  | - Hermes Den Haag - HV Sittardia - NCR Blau-Wit Neerbeek - V&L Handbal Geleen - Śląsk Wrocław - Dukla Prague - VSZ Kosice - Proleter Zrenjanin - Redbergslids IK - BSV Berna - TSV St. Otmar St. Gallen - ZMC Amicitia Zürich - Diyarbakir Polis Gücü |

### Adversaires en Benelux liga
| - Handball Käerjeng - Red Boys Differdange - Eurotech Bevo HC - HV KRAS/Volendam - HV Fiqas Aalsmeer |

## Section dame

### 1983-1984
Coupe EHF :
|   | Tour                      | Club                     | Aller | Total | Retour | Club           |   |
| - | ------------------------- | ------------------------ | ----- | ----- | ------ | -------------- | - |
| 1 | Premier tour préliminaire | Sporting Neerpelt-Lommel | 8-32  | 20-65 | 12-33  | Bækkelagets SK | 2 |

### 1985-1986
Coupe EHF :
|   | Tour                      | Club                     | Aller | Total | Retour | Club          |   |
| - | ------------------------- | ------------------------ | ----- | ----- | ------ | ------------- | - |
| 3 | Premier tour préliminaire | Sporting Neerpelt-Lommel | 8-34  | 19-78 | 11-44  | Debreceni VSC | 4 |

Coupe des vainqueurs de coupe :
|   | Tour                      | Club                     | Aller | Total | Retour | Club          |   |
| - | ------------------------- | ------------------------ | ----- | ----- | ------ | ------------- | - |
| 5 | Premier tour préliminaire | Sporting Neerpelt-Lommel | 12-19 | 21-48 | 9-29   | PSV Eindhoven | 6 |

### 1998-1999
Coupe des vainqueurs de coupe :
|   | Tour               | Club                     | Aller | Total | Retour | Club                      |    |
| - | ------------------ | ------------------------ | ----- | ----- | ------ | ------------------------- | -- |
| 7 | Seizième de finale | Sporting Neerpelt-Lommel | 36-15 | 67-49 | 31-24  | Latsia Nicosia            | 8  |
| 9 | Huitième de finale | Sporting Neerpelt-Lommel | 15-37 | 25-76 | 10-39  | TV Lützellinden 1904 e.V. | 10 |

### 2005-2006
Coupe des vainqueurs de coupe :
|    | Tour                       | Club                | Aller | Total | Retour | Club                     |    |
| -- | -------------------------- | ------------------- | ----- | ----- | ------ | ------------------------ | -- |
| 11 | Deuxième tour préliminaire | ZMC Amicitia Zürich | 25-19 | 48-37 | 23-18  | Sporting Neerpelt-Lommel | 12 |

### Bilan
| Coupe                                  | Matchs Joués | Victoires | Nuls | Défaites | Buts marqués | Buts encaissés |
| Ligue des Champions                    | 0            | 0         | 0    | 0        | 0            | 0              |
| Coupe EHF                              | 4            | 0         | 0    | 4        | 49           | 143            |
| Coupe des vainqueurs de coupe de l'EHF | 8            | 2         | 0    | 6        | 189          | 364            |
| Coupe Challenge                        | 0            | 0         | 0    | 0        | 00           | 00             |
| TOTAL                                  | 12           | 2         | 0    | 10       | 238          | 507            |

### Adversaires européens
- TV Lützellinden 1904 e.V.
- Latsia Nicosia
- Debreceni VSC
- Bækkelagets SK
- PSV Eindhoven
- ZMC Amicitia Zürich